# Aéroport international de São Paulo/Campinas
L'aéroport international de São Paulo/Campinas – Viracopos est un aéroport brésilien situé à 14 km au sud-ouest de Campinas, dans l'État de São Paulo, à 99 km au nord-ouest de São Paulo et près du complexe routier Bandeirantes et Anhangüera, qui relie la capitale à l'intérieur. En plus d'être un terminal d'affaires, c'est le second aéroport de marchandises au Brésil. L'un de ses avantages est qu'il est rarement fermé pour mauvaises conditions météorologiques (en moyenne cinq jours par an).

## Situation
| \| 200 km1:42 212 000 \| São Paulo-Guarulhos São Paulo-Congonhas Brasília Rio-Galeão Belo Horizonte Campinas Rio-Santos-Dumont Recife Porto Alegre Salvador Fortaleza Curitiba Florianópolis Belém Vitória Goiânia Manaus Navegantes |
| 200 km1:42 212 000 |

## Importance
Avant l'achèvement de l'Aéroport international de Guarulhos, en 1985, Viracopos était la porte d'entrée principale de São Paulo. Du fait de la distance entre l'aéroport et São Paulo, les vols directs vers la capitale étaient rares et beaucoup de passagers préféraient prendre un vol jusqu'à Rio de Janeiro puis rejoindre le plus petit aéroport de Congonhas, qui est situé même au centre de la ville. Étant le plus grand pivot d'import-export, Viracopos dispose de moyens exceptionnellement rapides et non bureaucratiques pour le trafic postal.
L’aéroport Viracopos est aujourd'hui l'aéroport de fret le plus important de l'État de São Paulo, et le deuxième du Brésil, mais ces dernières années, le trafic des passagers a augmenté de manière impressionnante. L'utilisateur principal est la compagnie aérienne à bas prix Azul Brazilian Airlines. Elle relie la sous-région de Campinas avec la plupart des villes brésiliennes. Vers l’étranger, elle dessert Buenos Aires, Lisbonne, Montevideo, Santiago du Chili et, depuis avril 2023, Paris. La région de Campinas est devenue la Silicon Valley brésilienne. On y trouve des entreprises multinationales technologiques innombrables, grandes entreprises industrielles, centres de recherche et de développement, ainsi que plusieurs universités.
L'aéroport a enregistré depuis 2010 une croissance de 50 % du trafic de passagers, et il était prévu que le trafic de passagers et de marchandises dépasse en 2015 la capacité de l'aéroport.

## Extension
Avec l'expansion  de ce centre aérien prévue par la société aéroportuaire de gestion Infraero, l’aéroport Viracopos peut devenir le plus grand aéroport du Brésil et le plus grand centre de fret aérien. L'expansion de Viracopos était nécessaire parce que les deux principaux aéroports de São Paulo, Congonhas et Guarulhos se trouvent déjà à la limite de leur capacité de travail et leur développement en raison de la proximité de zones résidentielles est impossible. La construction d'une deuxième piste est en cours à Viracopos a été achevée en 2014.
En 2018, l'aéroport est desservi par Aigle Azur depuis l'aéroport de Paris-Orly.
Plusieurs organisations internationales de compagnies de fret aérien desservent Viracopos plusieurs fois par semaine: Lufthansa Cargo, Cargolux, Centurion Air Cargo, Lan Chile Cargo, KLM Cargo, Martinair, Tampa Cargo, TAP Portugal Cargo et Fedex.

## Origine du nom
Il existe deux versions sur l'origine du nom Viracopos. Le premier indique au début du siècle, qu'il est venu à un malentendu lors d'une foire annuelle entre le curé et les habitants du quartier. Cela a donné lieu à une beuverie d'alcool et des querelles où les stands du festival ont été démolis pendant la confusion sans espoir ou ont été renversés. Le mot viracopos (« Tournez verres ») a été utilisé plus tard par le prêtre dans les sermons, faisant référence à l'événement.
Une autre version dit que, sur le site de l'aéroport actuel, se situait autrefois un bar où les bergers se réunissaient régulièrement pour un échange de vues agréable et aussi pour boire. Ainsi, « Viracopos » a d'abord donné le nom au quartier et plus tard à l'aéroport.

## Capacités de l'aéroport
- 137 vols par jour
- 20 735 passagers par jour
- 40 compagnies aériennes de transport
- 77 400 m² de terminal de marchandises
- 1 700 m² destinés au transport des animaux
- 1 480 m³ de locaux réfrigérés
- une tour de contrôle de 65 m[2]

## Statistiques
Pour des raisons techniques, il est temporairement impossible d'afficher le graphique qui aurait dû être présenté ici.

Voir la requête brute et les sources sur Wikidata.

## Compagnies et destinations
| Compagnies              | Destinations |
| ----------------------- | --- |
| Azul Brazilian Airlines | - aérodrome régional du Planalto Serrano (en), - Aracaju (en), - Araçatuba, - Bauru-Arealva (en), - Belém, - Belo Horizonte, - Boa Vista, - Bonito, - Brasília, - Caldas Novas (en), - Campo Grande, - Campos-B. Lysandro (en), - Cascavel, - Caxias do Sul (en), - Chapecó, - Corumbá (en), - Cuiabá (en), - Curitiba, - Florianópolis, - Fortaleza, - Fort Lauderdale-Hollywood, - Foz do Iguaçu, - Goiânia, - Guarapuava, - Ilhéus (en), - Jaguaruna, - João Pessoa, - Joinville (en), - Juazeiro do Norte, - Juiz de Fora-Zona da Mata (en), - Lisbonne-H. Delgado, - Londrina, - Maceió, - Manaus, - Marília, - Maringá, - Natal, - Navegantes, - Orlando, - Palmas (en), - Paris-Orly, - Parnaíba (en), - Passo Fundo (en), - Petrolina, - Ponta Grossa, - Ponta Pora, - Porto Alegre, - Porto Seguro (en), - Presidente Prudente, - Recife, - Ribeirão Preto (en), - Rio de Janeiro/Galeão, - Rio de Janeiro/Santos Dumont, - Rio Verde (en), - Rondonópolis, - Salvador de Bahia, - São José do Rio Preto (en), - São Luís, - Sinop, - Teresina, - Três Lagoas, - Toledo (en), - Uberlândia, - Una (en), - Vitória En saison : Campina Grande-J. Suassuna, Aéroport El Jacuel de Punta del Este (es) |
| Gol Airlines            | Brasília, Rio de Janeiro/Galeão, Salvador de Bahia En saison: Maceió, Natal, Recife |

Édité le 11/02/2020  Actualisé le 28/12/2023